# جهاد شريف
جهاد الشريف (26 يوليو 1968) هو رياضي ومصارع أردني. تنافس في حدثين رياضين اهمها دورة الألعاب الأولمبية الصيفية عام 1988.

## روابط خارجية
- جهاد شريف على موقع اللجنة الأولمبية الدولية (الإنجليزية)
- جهاد شريف على موقع أوليمبيديا (الإنجليزية)